# Warner Anderson
Warner Anderson (Brooklyn, 10 marzo 1911 – Santa Monica, 26 agosto 1976) è stato un attore statunitense.

## Biografia
Nacque a Brooklyn, New York, il 10 marzo 1911, da una famiglia di artisti teatrali. Era un Repubblicano.
Nel 1915 iniziò la carriera come attore bambino. Un articolo di giornale contemporaneo sul film Sunbeam, in cui apparve nel 1917, scriveva: "Warner Anderson è uno dei bambini più intelligenti nei film"." Fece il suo debutto sullo schermo da adulto nel film This Is the Army nel 1943.
Nel corso degli anni interpretò ruoli di supporto in diversi film, tra cui Destinazione Tokio (1943), L'ammutinamento del Caine (1954), Il seme della violenza (1955).
Attivo anche sul piccolo schermo, interpretò il ruolo del tenente Ben Guthrie nella serie televisiva The Lineup. che durò dal 1954 al 1960, successivamente replicata sotto il titolo San Francisco Beat. Il suo coprotagonista era Tom Tully. Anderson interpretò lo stesso ruolo anche nel film ispirato alla serie, Crimine silenzioso (1958) di Don Siegel.
Interpretò l'editore di giornali Matthew Swain nella serie televisiva Peyton Place. Fu anche narratore all'inizio di ogni episodio e continuò in tale veste anche dopo che il suo personaggio uscì dalla serie.
Morì il 26 agosto 1976, all'età di 65 anni, in un ospedale di Santa Monica, in California. Gli sopravvissero la moglie e un figlio.

## Filmografia parziale

### Cinema
- The Sunbeam, regia di Edwin Carewe (1916)
- This Is the Army, regia di Michael Curtiz (1943)
- Destinazione Tokio (Destination Tokyo), regia di Delmer Daves (1943)
- Obiettivo Burma! (Objective, Burma!), regia di Raoul Walsh (1945)
- Dangerous Partners, regia di Edward L. Cahn (1945)
- Sua altezza e il cameriere (Her Highness and the Bellboy), regia di Richard Thorpe (1945)
- Grand hotel Astoria (Week-End at the Waldorf), regia di Robert Z. Leonard (1945)
- Gianni e Pinotto a Hollywood (Bud Abbott and Lou Costello in Hollywood o Abbott and Costello in Hollywood), regia di Sylvan Simon (1945)
- Quella di cui si mormora (My Reputation), regia di Curtis Bernhardt (1946)
- Bascomb il mancino (Bad Bascomb), regia di Sylvan Simon (1946)
- Faithful in My Fashion, regia di Sidney Salkow (1946)
- Three Wise Fools, regia di Edward Buzzell (1946)
- Non tormentarmi più (The Arnelo Affair), regia di Arch Oboler (1947)
- La morte è discesa a Hiroshima (The Beginning or the End), regia di Norman Taurog (1947)
- Torbidi amori (Dark Delusion), regia di Willis Goldbeck (1947)
- Il canto dell'uomo ombra (Song of the Thin Man), regia di Edward Buzzell (1947)
- La muraglia delle tenebre (High Wall), regia di Curtis Bernhardt (1947)
- Gentiluomo ma non troppo (Alias a Gentleman), regia di Harry Beaumont (1948)
- Tenth Avenue Angel, regia di Roy Rowland (1948)
- Suprema decisione (Command Decision), regia di Sam Wood (1948)
- La donna ombra (The Lucky Stiff), regia di Lewis R. Foster (1949)
- Il dottore e la ragazza (The Doctor and the Girl), regia di Curtis Bernhardt (1949)
- Uomini sulla Luna (Destination Moon), regia di Irving Pichel (1950)
- Rotaie insanguinate (Santa Fe), regia di Irving Pichel (1951)
- L'avamposto degli uomini perduti (Only the Valiant), regia di Gordon Douglas (1951)
- Allo sbaraglio (Go for Broke!), regia di Robert Pirosh (1951)
- Bannerline, regia di Don Weis (1951)
- Pietà per i giusti (Detective Story), regia di William Wyler (1951)
- Più forte dell'amore (The Blue Veil), regia di Curtis Bernhardt e Busby Berkeley (1951)
- La diva (The Star), regia di Stuart Heisler (1952)
- L'ultima resistenza (The Last Posse), regia di Alfred L. Werker (1953)
- Un leone per la strada (A Lion Is in the Streets), regia di Raoul Walsh (1953)
- L'ascia di guerra (The Yellow Tomahawk), regia di Lesley Selander (1954)
- L'ammutinamento del Caine (The Caine Mutiny), regia di Edward Dmytryk (1954)
- Rullo di tamburi (Drum Beat), regia di Delmer Daves (1954)
- Uomini violenti (The Violent Men), regia di Rudolph Maté (1955)
- Il seme della violenza (Blackboard Jungle), regia di Richard Brooks (1955)
- I senza Dio (A Lawless Street), regia di Joseph H. Lewis (1955)
- Crimine silenzioso (The Lineup), regia di Byron Haskin (1958)
- Area B2: attacco! (Armored Command), regia di Gordon Douglas (1961)
- Rio Conchos, regia di Gordon Douglas (1964)
- The Bubble, regia di Arch Oboler (1966)

### Televisione
- The Doctor – serie TV, 12 episodi (1952-1953)
- Climax! – serie TV, episodi 2x21-2x47 (1956)
- Pursuit – serie TV, episodio 1x08 (1958)
- Peyton Place – soap opera, 514 puntate (1964-1969)
- Bearcats! – serie TV, un episodio (1971)

## Doppiatori italiani
Nelle versioni in italiano delle opere in cui ha recitato, Warner Anderson è stato doppiato da:
- Emilio Cigoli in Destinazione Tokio, Obiettivo Burma!
- Giulio Panicali in Pietà per i giusti
- Renato Turi in La diva
- Bruno Persa in Rullo di tamburi
- Gualtiero De Angelis ne I senza Dio
- Arnoldo Foà in Crimine silenzioso
- Adolfo Lastretti ne I senza Dio (ridoppiaggio)